# Aeroportul Internațional Greenville-Spartanburg
Aeroportul Internațional Greenville-Spartanburg (IATA: GSP, ICAO: KGSP, FAA LID: GSP) este un aeroport din Carolina de Sud, Statele Unite ale Americii ce deservește zona Upstate South Carolina⁠(d). Aeroportul a fost tranzitat în 2023 de 2.563.853 de pasageri. A fost deschis în 15 octombrie 1962.
Situat la o altitudine de 294 m, aeroportul dispune de 1 pistă.

## Infrastructură

### Piste
Aeroportul dispune de o singură pistă. Pista 04/22 are dimensiunile 11.001 picioare × 150 picioare. 